# 李勉
李勉（717年—788年），字玄卿。唐朝宗室、官员。
曾祖李元懿為唐高祖李淵第十三子。父李择言，曾为汉、褒、相、岐四州刺史。李勉幼通經史，沉雅清峻，官至開封尉。安史之亂時，随唐肃宗来到灵武，拜监察御史。入朝為太常少卿。因不附和李辅国，出为汾州、虢州刺史。大历二年（767年），入朝拜为京兆尹兼御史大夫。與鱼朝恩不和，不久罷官。大历四年，任除广州刺史兼岭南节度观察使。大历十年（775年），内召为工部尚书。大历十一年（776年），汴宋留后田神玉逝世后，下诏命李勉为汴州刺史、汴宋节度使，未行。第二年，复诏李勉为汴宋节度使，移理汴州。
779年，唐德宗登基，加检校吏部尚书，寻加平章事。建中元年（780年），检校左仆射，充河南汴宋滑亳河阳等道都统，余如故。建中四年（783年），李希烈反，李勉守汴州城数月，无外援，南奔宋州。李勉回朝，素服请罪，优诏复其位。
贞元元年（785年）盧杞徙澧州（今湖南澧縣）。德宗謂李勉曰：「眾人皆言盧杞奸邪，朕何不知！卿如其狀乎？」李勉謂德宗曰：「眾人皆言盧杞奸邪，而陛下獨不知。此所以為奸邪也。」李勉累次上表辞位，遂罢知政事，加太子太保。贞元四年（788年），病逝，年七十二，追赠太傅，諡貞簡。
四子：李纘、李縝、李緯、兵部員外郎李约。

## 延伸阅读
[在维基数据编辑]
 在维基文库阅读此作者作品
 《舊唐書·卷131》，出自刘昫《舊唐書》
 《新唐書·卷131》，出自《新唐書》